# Encephalographa cerebrinella
Encephalographa cerebrinella är en svampart som först beskrevs av William Nylander och fick sitt nu gällande namn av Alexander Zahlbruckner 1903. 
Encephalographa cerebrinella ingår i släktet Encephalographa och familjen Hysteriaceae.   Inga underarter finns listade i Catalogue of Life.